# تشيلسي موسم 2009–10

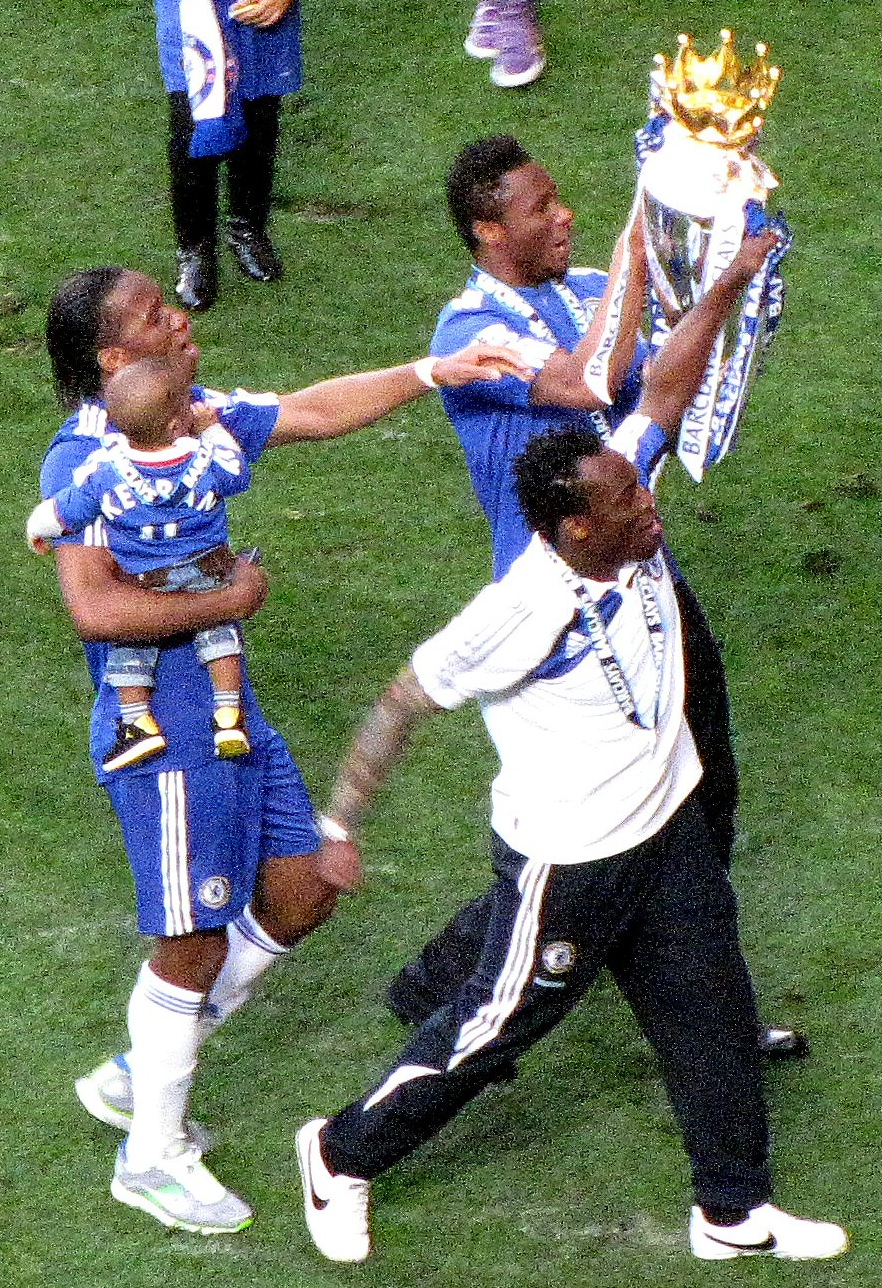
أبطال الدوري الإنجليزي الممتاز 2009–2010

كان موسم 2009–10 هو الموسم التنافسي الـ96 لنادي تشيلسي لكرة القدم، والموسم الثامن عشر على التوالي في الدوري الإنجليزي الممتاز، والعام 104 منذ وجوده كنادي كرة قدم، وأول موسم يدربه كارلو أنشيلوتي. وعلى الرغم من خيبة الأمل في دوري أبطال أوروبا بالخروج أمام إنتر ميلان الفائز باللقب في دور الستة عشر، إلا أن النادي حقق الموسم الأكثر نجاحاً في تاريخه، حيث فاز بالدوري الإنجليزي الممتاز للمرة الثالثة واحتفظ بكأس الاتحاد الإنجليزي لأول مرة، وبالتالي أصبح سابع نادي إنجليزي يكمل الثنائية.
كما يتميز الموسم أيضًا بكرة القدم الهجومية التي تم عرضها، مما أدى إلى تحطيم الفريق للعديد من الأرقام القياسية والإحصائيات في الدوري الإنجليزي الممتاز بما في ذلك أكبر عدد من الأهداف المسجلة في موسم واحد (103)، وأكبر عدد من الأهداف المسجلة على أرضه في موسم واحد (68) وأفضل فارق أهداف في موسم واحد (+71). أصبح تشيلسي أول فريق في الدوري الممتاز يصل إلى مائة هدف في الدوري منذ توتنهام هوتسبير في 1962/63.  فشل الفريق في التسجيل في مباراتين فقط من أصل 53 مباراة، وهو رقم قياسي للنادي.  اعتبارًا من عام 2022، يحمل الفريق الرقم القياسي في الدوري الإنجليزي الممتاز لأكبر عدد من الأهداف المسجلة على أرضه في موسم واحد. 